# Древлянская улица (Киев)
Древля́нская у́лица (укр. Деревля́нська ву́лиця) — улица в Шевченковском районе города Киева, местность Лукьяновка. Пролегает от улицы Герцена до улицы Семьи Хохловых.
Примыкают улицы Юрия Ильенко и Белорусская.

## История
Улица возникла во 2-й половине XIX века как часть Овручской улицы. В 1-й половине и середине XX века имела название Новоовручская улица. С 1963 года — улица Якира, в честь советского военного деятеля И. Э. Якира. Современное название — с 2016 года.
В 2007—2010 годах неоднократно озвучивались проекты переименования улицы в честь Ивана Огиенко.

## Застройка
В жилом фонде улицы преобладает застройка 1950—60-х годов («сталинки», пятиэтажные кирпичные «хрущёвки»).
Единственным старинным зданием является здание № 13 — бывшее здание приюта для детей-сирот солдат царской армии. Строительство приюта, который получил название «Александровский», в честь императора Александра III, началось 25 июля 1899 года. Автором проекта был архитектор Владимир Николаев, финансировал строительство меценат С. Порохненков. Освящение здания состоялось 5 ноября 1900 года. В 1926 году приют был преобразован в Детский дом № 47, позднее здание передали Киевскому высшему инженерно-радиотехническому училищу.
В 2003 году здание перешло в собственность Ордена доминиканцев, которые открыли тут Высший институт религиозных наук св. Фомы Аквинского.

## Учреждения
- Высший институт религиозных наук святого Фомы Аквинского в городе Киеве (дом № 13)